# Heterolocha tahoensis
Heterolocha tahoensis là một loài bướm đêm trong họ Geometridae.